# Marienkirche (Flensburg)

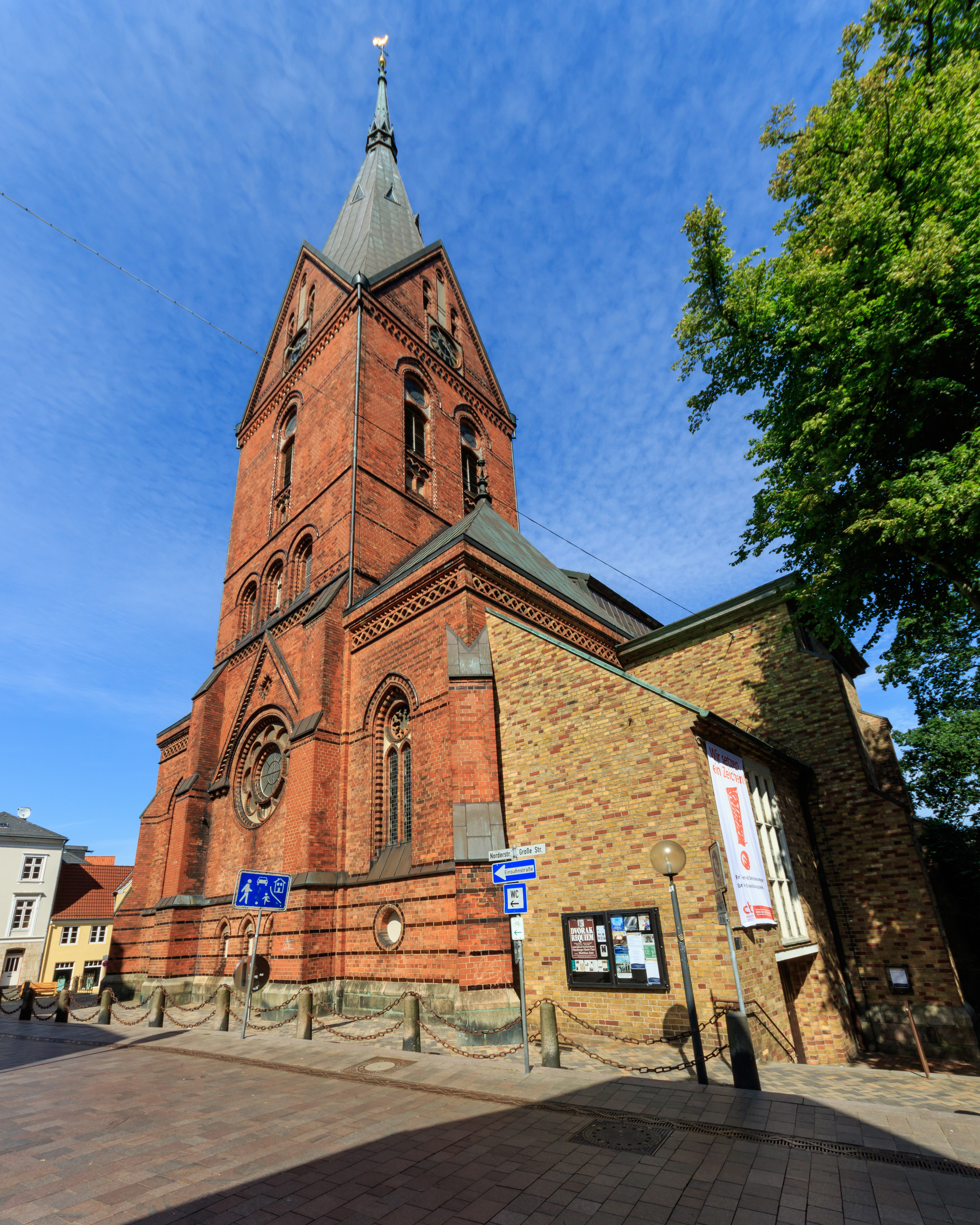
Marienkirche

Die Marienkirche oder Sankt-Marien-Kirche (dänisch Vor Frue Kirke) ist eine der Hauptkirchen der Stadt Flensburg. Die Gemeinde gehört zum Evangelisch-Lutherischen Kirchenkreis Schleswig-Flensburg in der Nordkirche. Vom Nordermarkt gelangt man zur Marienkirche über den/die Schrangen, einen historischen Verbindungsbau aus dem Jahr 1595.

## Geschichte

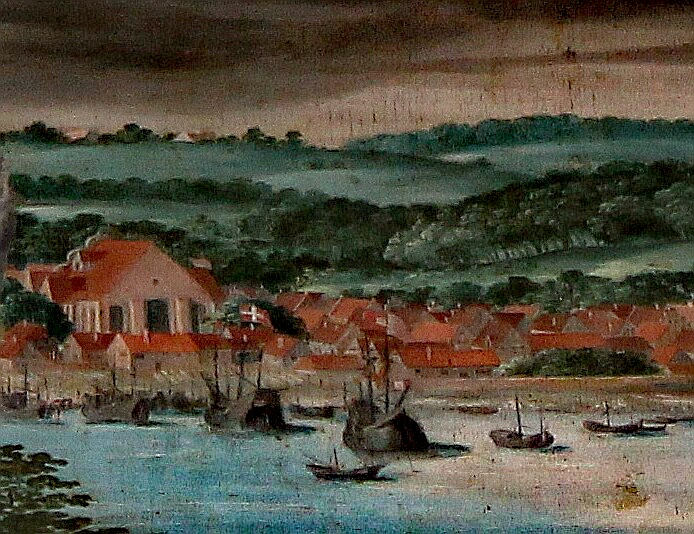
St. Marien auf dem Beyerschen Epitaph von 1591

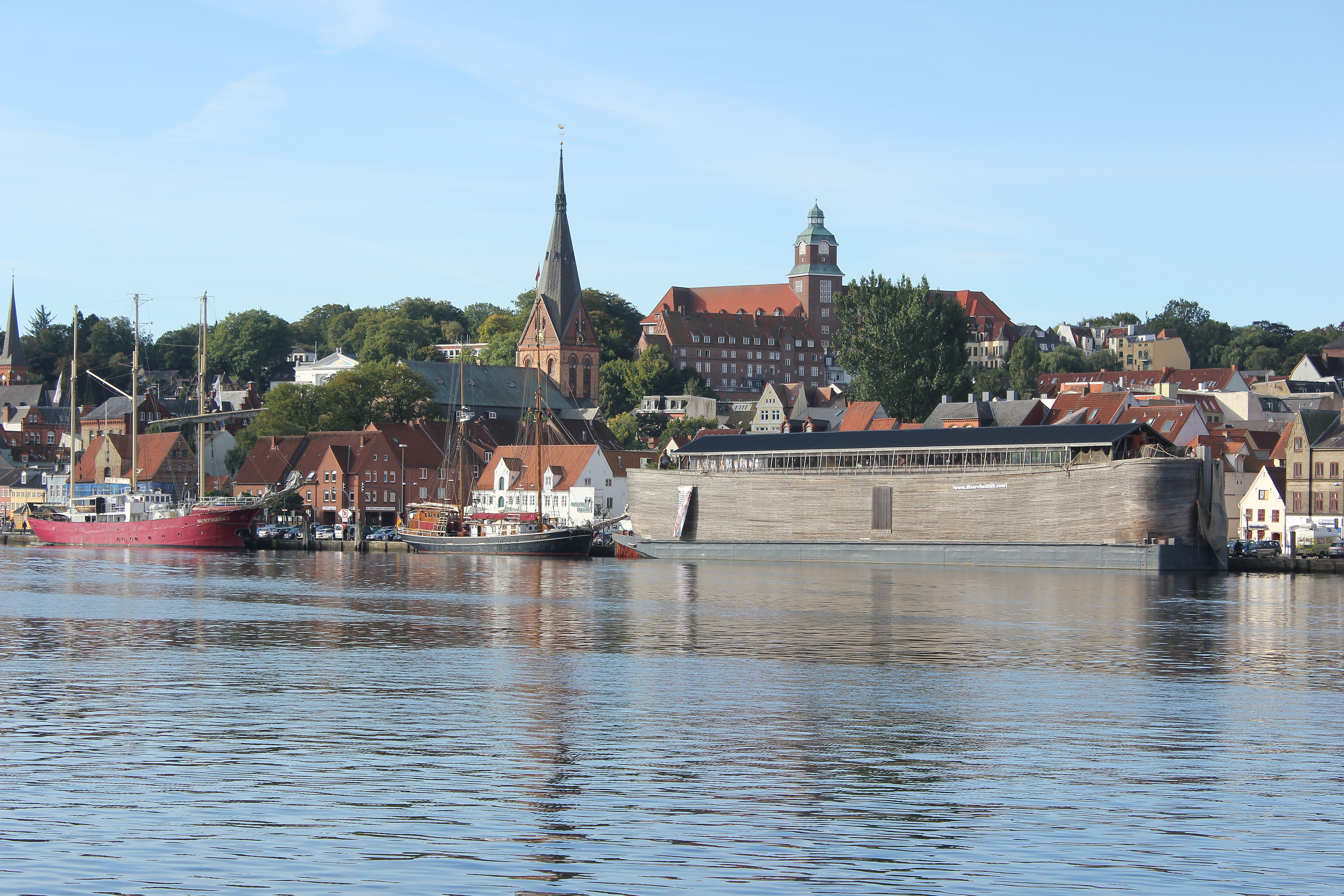
St. Marien, Ansicht vom Flensburger Hafen aus

### Vorgängerbau
Der Vorgängerbau war eine romanische Steinkirche und ist wohl unter König Waldemar I. um 1165/70 errichtet worden, nach anderen Quellen aber erst nach dem Regierungsantritt des dänischen Königs Knut VI. im Jahre 1182. Im Bruderkrieg zwischen König Erik IV. von Dänemark und Herzog Abel von Schleswig wurde der Bau 1248 zerstört. Aus dieser Kirche ist ein Gießlöwe vom Ende des 12. Jahrhunderts erhalten, der heute im Museum für Kunst und Gewerbe Hamburg aufbewahrt wird.

### Entstehung
Die heutige Marienkirche wird zum ersten Mal in einem Ablassbrief des dänischen Bischofs Tycho von Aarhus am 2. Mai 1284 erwähnt. Er befindet sich im Stadtarchiv im Flensburger Rathaus. In diesem Brief heißt es, dass die Bürger mit dem Bau der neuen Kirche begonnen haben. Errichtet wurde eine dreischiffige Hallenkirche als Backsteinbau in gotischem Stil. Sie steht in der Nähe des Nordermarktes, in der Großen Straße, an derselben Stelle, an der sich der Vorgängerbau befand, und ist Maria geweiht. Sie ist die älteste Innenstadtkirche Flensburgs und gehört zu den größten und bedeutendsten Kirchen der Stadt.
Im Laufe der Zeit erfuhr die Marienkirche immer wieder Umbauten. Der zunächst drei Joche umfassende Bau wurde um 1400 nach Osten um zwei Joche erweitert. An die Seitenschiffe wurden je zwei Kapellen unterschiedlicher Tiefe angefügt, deren Fenster dreiteilig ausgeführt wurden. Die größere Kapelle im Norden wurde zur Taufkapelle.
1526 wurde die Reformation eingeführt, 1598 entfernte man Altäre und papistische Bilder aus der Kirche und schaffte einen neuen Hochaltar an, der als Hauptwerk der norddeutschen Spätrenaissance angesehen wird. Zunächst besaß die Kirche nur einen Dachreiter. Von 1730 bis 1731 wurde über dem westlichen Joch des Mittelschiffes auf verstärkten Eckpfeilern ein Turm gebaut und mit einer Barockhaube bekrönt. Ein Jahr später erhielt die Kirche eine neue Orgel, deren Prospekt bis heute erhalten ist. Um 1780 entstand ein Barockportal an der Südwand, 1788 wurden die drei Schiffe mit einem Mansarddach versehen. In den Jahren 1878–1880 wurde der barocke Turm durch einen neugotischen mit einem spitzen Helm ersetzt. Die doppelstöckige Sakristei wurde 1901 zusammen mit einem Treppenturm an der Nordseite angebaut.

### Die Kirche zum Kriegsende
Bei den Luftangriffen auf Flensburg blieb die Kirche unbeschädigt. Anfang Mai 1945 hatte sich die letzte Reichsregierung nach Flensburg-Mürwik zurückgezogen. Seit dem 8. Mai 1945 fanden die Gottesdienste in der Heiliggeistkirche statt, da deutsche Truppen die Kirche als Notquartier belegten. Einige der Fenster der Kirche wurden im Juni 1945 durch das Explosionsunglück bei Kielseng, eine Munitionsexplosion im Flensburger Hafengebiet, in Mitleidenschaft gezogen und zerstört. Die Flensburger Malerin Käte Lassen entwarf sechs neue Fenster, die zwischen 1949 und 1957 angefertigt wurden. Zusätzliche Fenster schuf ab 1959/60 der Glasmaler Hans Gottfried von Stockhausen. Das Gebäude ist heute durch einen Portalvorbau von 1958 erschlossen; er befindet sich an der Südseite des Turmjoches. 1991 schaffte man eine neue Bronze-Glocke an und 1994 zwei weitere.

### Flensburger Denkmalstreit
Im Januar 1967 begann der „Flensburger Denkmalstreit“ (Nordkirche) beziehungsweise der „Flensburger Kirchen-Streit“ (Flensburger Tageblatt). Auslöser war ein Streit um das Denkmal der „Steinerne Krieger“, das drei Pastoren aus der Marienkirche verbannten. Der Streit, der Flensburg bundesweit in die Schlagzeilen brachte, „spaltete damals die Gesellschaft, bescherte der CDU eine Zerreißprobe und dem Flensburger Tageblatt ganze Seiten mit Leserbriefen.“ Der Pastorenstreit gilt als ein Vorläufer der Studentenrevolte Ende der 1960er-Jahre, als die Flensburger Pastoren Jastram, Krause und Friedrichs „zu einer Chiffre eines linken Aufbruchs“ wurden.

## Ausstattung
Ein großer Teil der in der Kirche vorhandenen Kunstschätze sind Stiftungen von wohlhabenden Bürgern.

### Renaissance-Altar

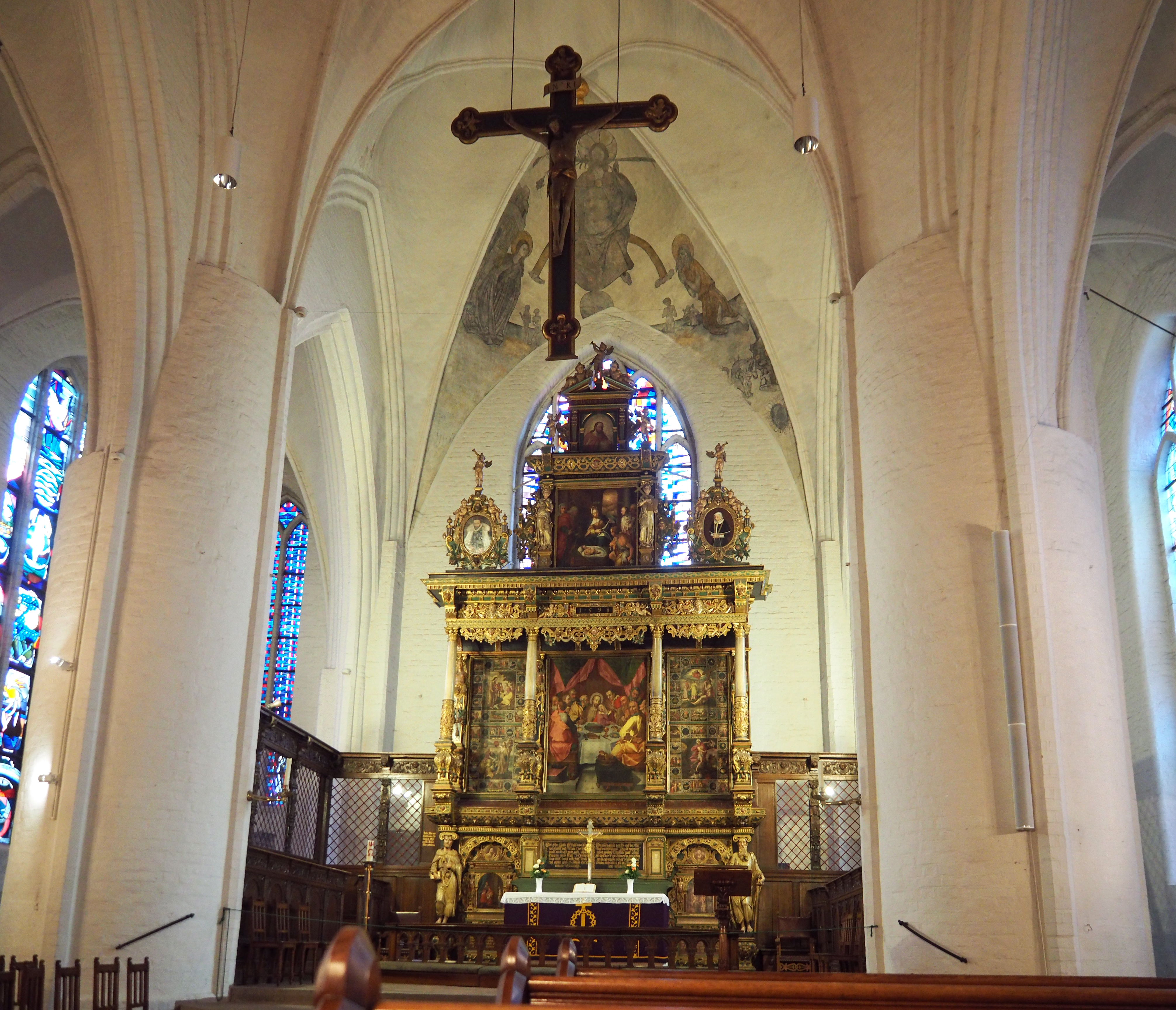
Renaissance-Hochaltar (1598)

An der Ostwand der Kirche steht der von Bürgermeister Dietrich Nacke testamentarisch gestiftete Hochaltar. Er ist der größte Altar der Spätrenaissance in Schleswig-Holstein. Angefertigt wurde er 1598 von Heinrich Ringerink und einem weiteren Schnitzer. Jan von Enum gestaltete die Malereien. Der Altar erhebt sich über drei Geschosse, ist durch Säulen und Karyatiden gegliedert und besitzt ein reich verziertes Gebälk.

#### Sockelgeschoss
Im Sockelgeschoss sind außen die Figuren der Apostel Petrus und Paulus aufgestellt. Petrus, auf der linken Seite, hält den Schlüssel des Himmelreichs in der Hand, Paulus trägt als Attribut ein Schwert, das als Zeichen der Verteidigung des Glaubens angesehen werden kann und auch auf seinen Tod durch Enthauptung hinweist. Durch die beiden Türen neben den Aposteln ist der Zugang hinter den Altar möglich. Die linke Tür ist mit einem Gemälde geschmückt, das die Beschneidung Jesu in Verbindung mit seiner Darstellung im Tempel zeigt. Im Bogenfeld darüber ist ein Bild von Jesus in einem Medaillon zu sehen. Die Taufe Jesu im Jordan ist das Thema der rechten Tür, im Bogenfeld ergänzt durch ein Medaillonbild Johannes des Täufers.

#### Hauptgeschoss

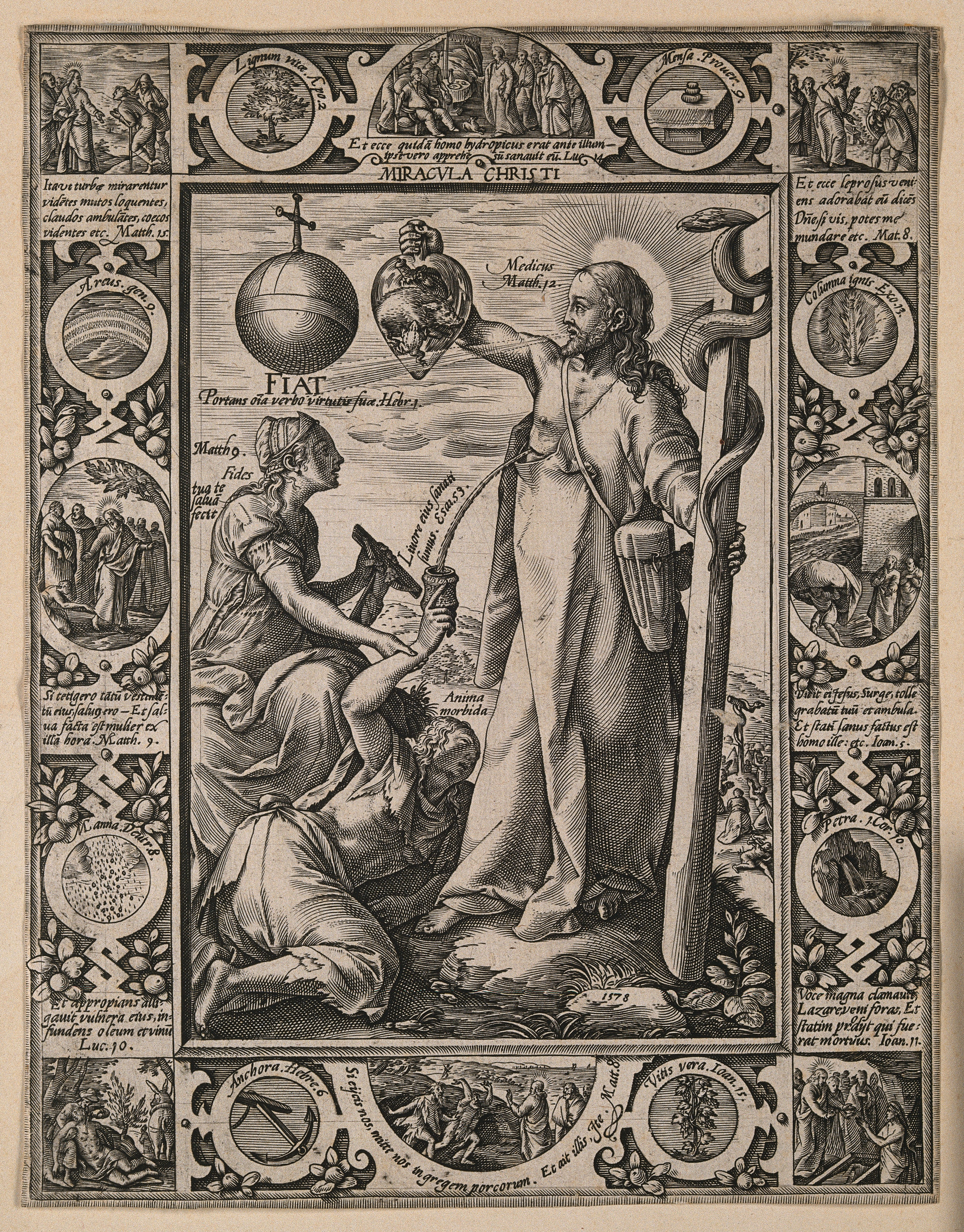
Miracula Christi – Vorlage von Hendrick Goltzius

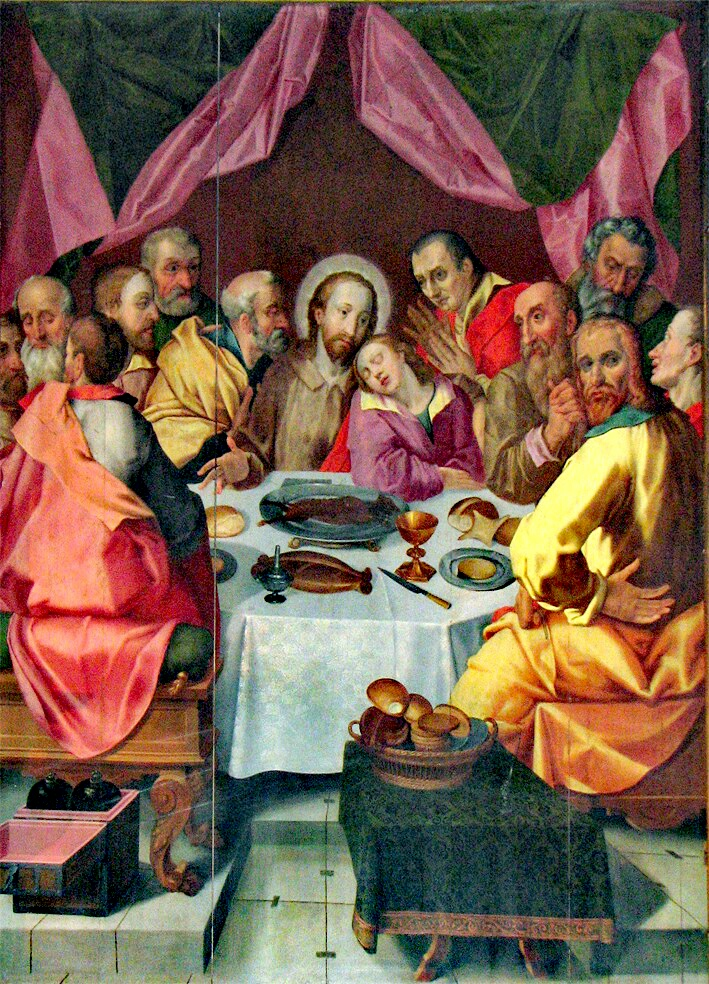
Das letzte Abendmahl

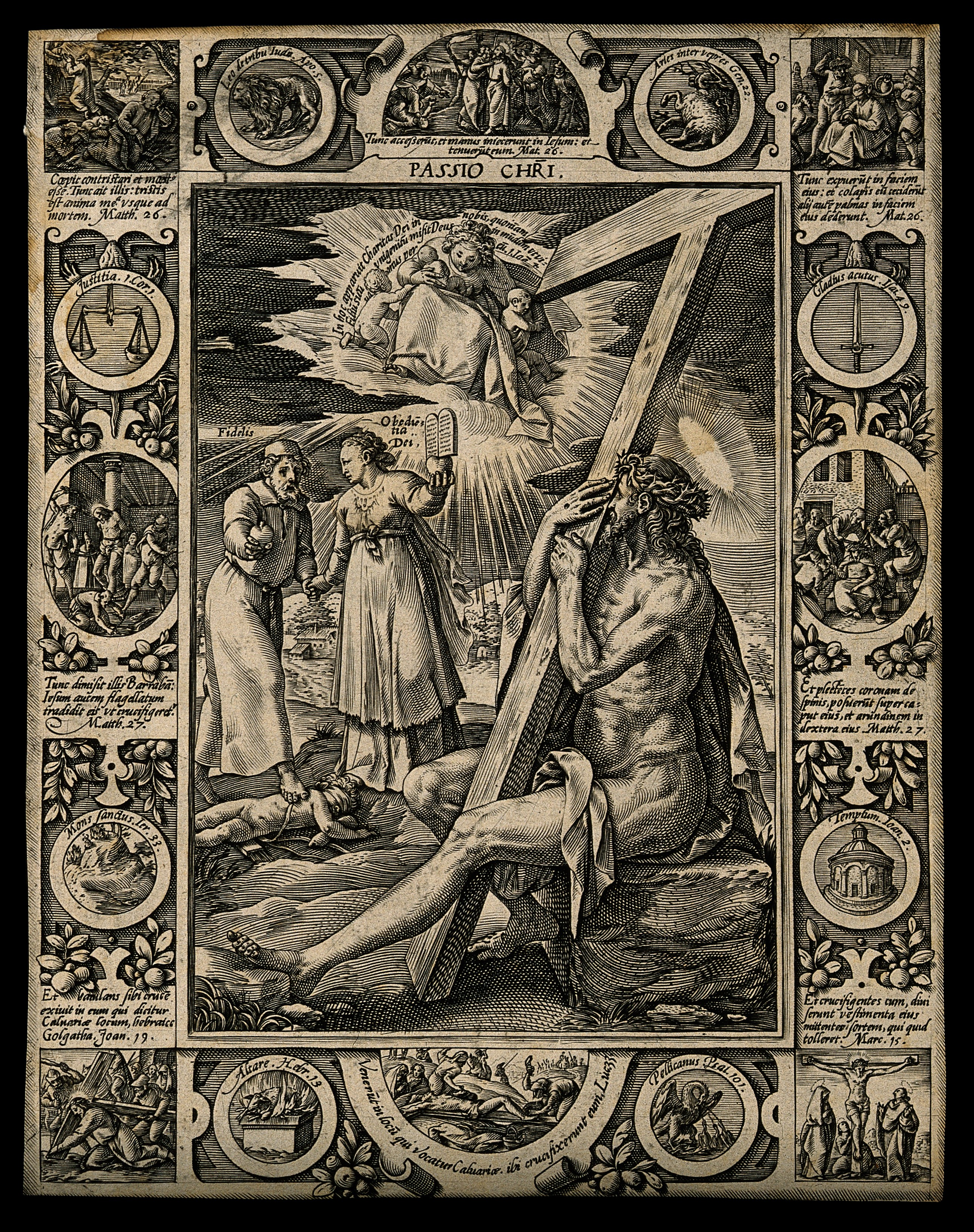
Passio Christi – Vorlage von Hendrick Goltzius

Das Hauptgeschoss ist in drei Bildfelder unterteilt, wobei das mittlere Feld breiter ist als die beiden seitlichen und als Hauptbild das letzte Abendmahl nach einem Stich von Johann Sadeler zeigt. Die beiden Seitenflächen enthalten je zwei mittelgroße quadratische Bilder, die übereinander angeordnet sind, und von denen jedes von einem Rahmen aus 16 kleinen Bildern umgeben ist. Diese vier Gemälde, einschließlich der jeweils zugehörigen kleinen Bilder, sind nach vier Stichen von Hendrick Goltzius von 1578 gefertigt. Die obere Hälfte der linken Seitenfläche ist Christus als Vorbild der Tugenden gewidmet, unten werden seine Wunder thematisiert. Auf der rechten Seite wird oben das Leiden Christi geschildert und unten geht es um seine Auferstehung. Die kleinen Bilder illustrieren jeweils acht biblische Geschichten aus dem Neuen Testament im Wechsel mit acht symbolischen Darstellungen aus Neuem und Altem Testament. Alle Überschriften und angegebenen Bibelstellen sind in lateinischer Sprache verfasst.
EXEMPLAR VIRTVTVM (Beispiel der Tugenden) ist der Titel des ersten Themenkreises. Im Mittelbild verkörpert eine Frau als Imitatio Christi (Nachahmung Christi) die menschliche Seele. Sie sitzt vor einer Staffelei und bemalt einen ausgehöhlten herzförmigen Gegenstand gemäß dem Motiv, das der vor ihr stehende Christus in seiner linken Hand hält: Jesus als Hirtenknabe mit einem Lamm. Umrahmt wird das Bild von acht Szenen aus dem Leben Jesu, denen bestimmte Tugenden zugewiesen werden. Das zur Fidelitas gehörige Motiv ist am Altar zwar gemäß der Vorlage von Goltzius als Bild dargestellt, es fehlen hier aber die Bibelstelle und der Name der Tugend.
- Fidelitas (Treue): Jesus spricht so, wie es ihm sein Vater gesagt hat (Joh 12,50 EU)
- MISERICORDIA (Barmherzigkeit): Eine Sünderin salbt Jesus die Füße (Lk 7,36-50 EU)
- PIETAS (Frömmigkeit): Jesus geht auf einen Berg um zu beten (Mk 6,46 EU)
- HVMILITAS (Demut): Jesus wäscht seinen Jüngern die Füße (Joh 13,3-17 EU)
- BENIGNITAS (Güte): Jesus verurteilt die Ehebrecherin nicht (Joh 8,3-11 EU)
- FORTITVDO (Stärke): Jesus wird vom Teufel versucht (Mt 4,1-11 EU)
- PAVPERTAS (Armut): Jesus hat keinen Ort sein Haupt zu betten (Mt 8,20 EU)
- CHARITAS (Liebe): Jesus will die Kinder Jerusalems um sich sammeln (Mt 23,37 EU)

Zwischen den Tugenden befinden sich acht Symbole der Gottessohnschaft Christi, wie der Hirtenstab des Herrn, die Hand des Herrn oder der Arm Gottes, die Krone des Lebens oder die Sonne der Gerechtigkeit.
MIRACVLA CHRISTI (Wunder Christi) ist das Leitmotiv des nächsten Zyklus. Der personifizierte Glaube, mit einem Kruzifix in der Hand, hat die kranke Seele zu Christus gebracht, die nun in Gestalt einer halbnackten Frau zu seinen Füßen liegt und mit ihrer Rechten mit einem Kelch das Blut auffängt, das aus Jesu Seitenwunde strömt. Christus wird als Medicus (Arzt) tituliert, hält in seiner Rechten das lasterhafte Herz der kranken Seele und in seiner Linken ein von einer Schlange umwundenes Kreuz. Die kleinen Bilder sind überwiegend Jesu Heilungen gewidmet.
Die erste Szene illustriert die Aussage der Bibel, dass Jesus Stumme, Krüppel, Lahme und Blinde wieder gesund macht (Mt 15,31 ). Er heilt einen Mann von seiner Wassersucht (Lk 14,1-4 ), einen Aussätzigen (Mt 8,1-3 ), eine Frau, die seit zwölf Jahren an Blutungen leidet (Mt 9,20-22 ) und einen Kranken am Teich Betesda (Joh 5,2-9 ). Auf das Gleichnis vom barmherzigen Samariter (Lk 10,33-34 ) folgt die Austreibung von Dämonen, die Jesus in eine Schweineherde fahren lässt (Mt 8,28-33 ). Im Schlussbild erweckt Jesus den verstorbenen Lazarus zum Leben (Joh 11,43-44 ). Die Symbole in diesem Bereich, wie der Mannaregen, der Baum des Lebens, Regenbogen und Feuersäule verweisen auf Jesu Heilsbedeutung.
PASSIO CHRISTI (Leiden Christi) lautet die Überschrift der oberen Gemäldeformation auf der rechten Seite. Christus sitzt als Schmerzensmann auf einem Stein und umklammert mit beiden Händen sein Kreuz. Eine Frau mit den Gebotstafeln, die den Gehorsam gegenüber Gott verkörpert, führt einen gläubigen Mann an der Hand zu Christus. Während der Gläubige auf den am Boden liegenden Amor-Knaben tritt und so die irdische Liebe überwindet, erscheint am Himmel eine Frau mit Kindern, die die Liebe zu Gott symbolisiert.
In den kleinen Bildern wird oben Christus am Ölberg gezeigt, gefolgt von seiner Gefangennahme und dem Verhör vor dem Hohenpriester, bei dem er ins Gesicht geschlagen wird. Im mittleren Bereich sind Geißelung und Dornenkrönung zu sehen. Unten sind Kreuztragung, Annagelung an das Kreuz und Kreuzigung dargestellt. In Symbolbildern mit Motiven wie dem Widder, den Abraham anstelle seines Sohnes Isaak opfert, dem Pelikan, der mit seinem Blut seine Jungen wieder zum Leben erweckt, oder einem Altar mit einem Opferlamm wird eine Verbindung zu Jesu Tod hergestellt.
RESVRRECTIO CHRISTI (Auferstehung Christi) ist der Oberbegriff für die letzte Motivzusammenstellung. Mit der Siegesfahne in den Händen steigt Christus aus dem Grab, ein Wächter flieht.
Die Rahmenbilder beginnen mit der Kreuzabnahme und der Grablegung. Darauf folgen Christi Erscheinungen nach seiner Auferstehung. Er zeigt sich zuerst Maria Magdalena, die ihn anfangs für den Gärtner hält, dann zwei Jüngern auf dem Weg nach Emmaus, seinen Jüngern in einem verschlossenen Raum, denen er den Heiligen Geist spendet, später am See von Tiberias und schließlich dem ungläubigen Thomas. Der Zyklus schließt mit Christi Himmelfahrt. Verbindungen zu Jesu Auferstehung finden sich auch in den acht Symbolbildern, so in Jakobs Traum von der Himmelsleiter, einem Stern oder dem Namen Gottes.
Inspirationsquelle für die Gemälde nach Hendrick Goltzius war das Altarretabel in der Sankt-Nikolai-Kirche in Kolding von 1590. Dort wurden aber nur drei Altarbilder geschaffen: Exemplar virtutum, Miracula Christi und Resurrectio Christi.
Unter den Bildern des Hauptgeschosses steht der Wahlspruch des Bürgermeisters Dietrich Nacke: A DEO HABEMUS OMNIA – SOLI DEO GLORIA (Von Gott haben wir alles – Gott allein sei Ehre).

#### Obergeschoss
Das obere Geschoss wird dominiert von einem Gemälde mit der Anbetung der Hirten. Es wird von zwei Frauenstatuen flankiert, von denen die linke mit einem Anker und einem Vogel die Hoffnung symbolisiert und die rechte mit Kreuz und Gebotstafeln den Glauben. Rechts und links von ihnen befinden sich Bilder des Altarstifters Dietrich Nacke und seiner Frau Catharina. Bekrönt wird das Geschoss mit einem Bild von Jesus als Salvator Mundi, als Heiland der Welt.

### Kanzel

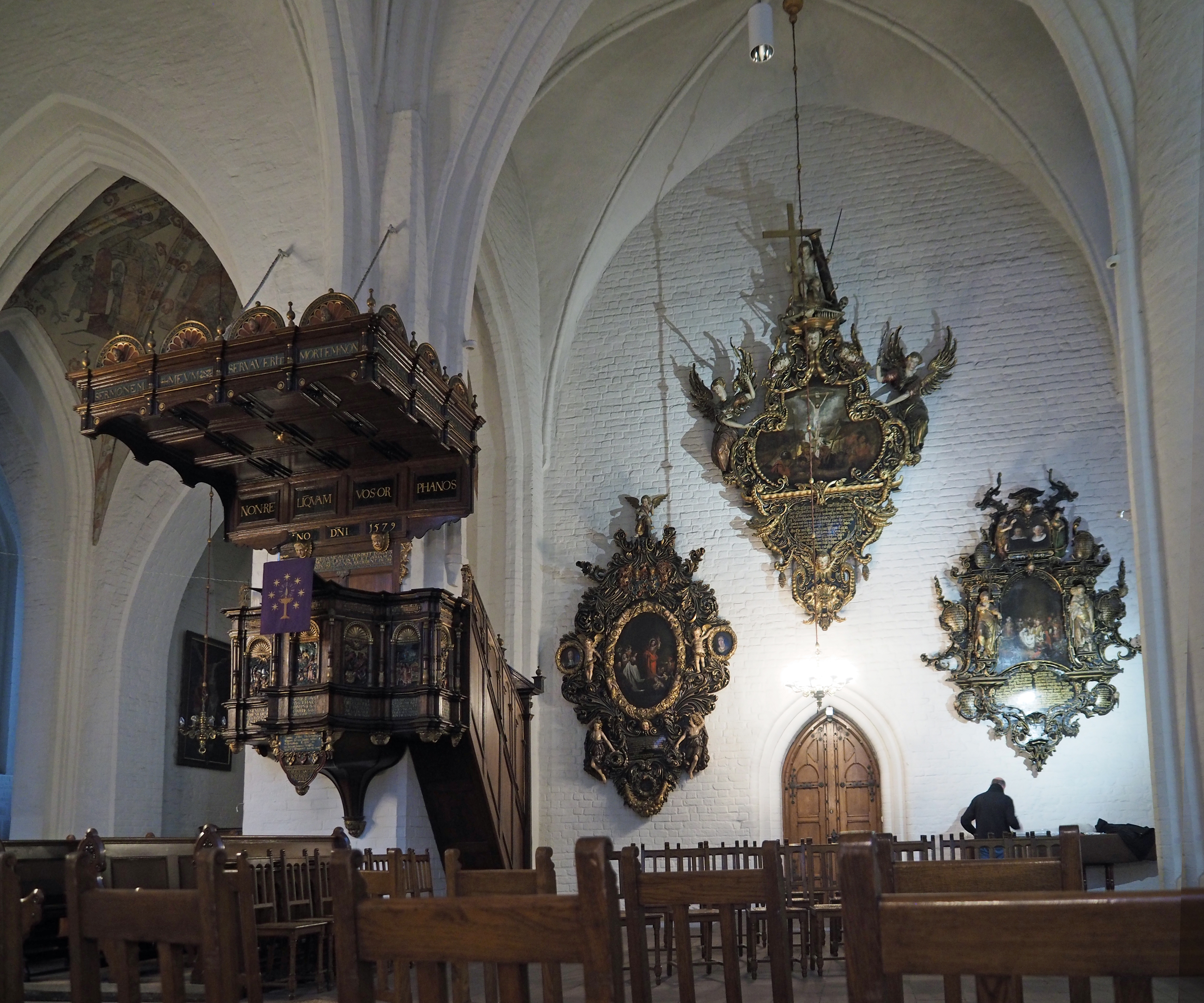
Kanzel von 1579

Die reich verzierte Kanzel wurde von dem Ehepaar Nacke gestiftet, hängt erhöht an einem Pfeiler und ist kunstvoll geschnitzt. Sie besteht aus einer Treppe mit Tür, dem Korb und dem Schalldeckel. Hinrich Mattes fertigte sie 1579 an. Seitlich über der Brüstung ist eine über dreihundert Jahre alte Kanzeluhr angebracht, die aus vier Sanduhren besteht, von denen jede eine Viertelstunde anzeigt. So konnte sichergestellt werden, dass die Predigt nicht länger als eine Stunde dauerte. Die Gläser werden nicht mehr benutzt. Der Schalldeckel ist reich verziert. Die geschnitzten Bilder am Kanzelkorb zeigen selten dargestellte Szenen aus der Bibel. Zu sehen sind von links nach rechts der Sündenfall, die Opferung Isaaks, der barmherzige Samariter, die Predigt Jesu von einem Boot, die Bekehrung des Saulus zum Paulus, das Gleichnis vom verlorenen Schaf und die Verklärung Christi. Der Kanzelkorb wird von einer umgekehrten Konsole gehalten.

### Taufbecken

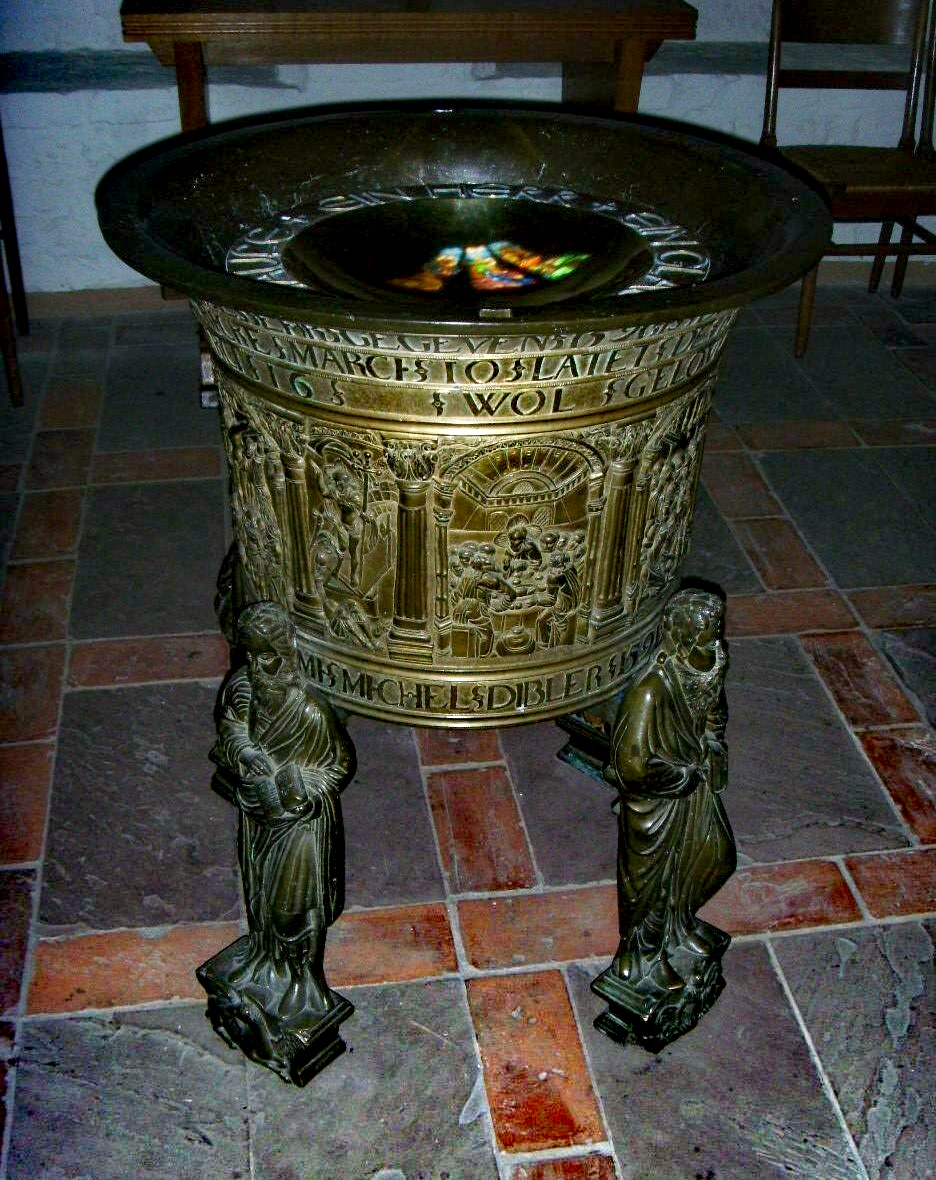
Das bronzene Taufbecken

Die Bronzetaufe stammt aus dem Jahr 1591 und wurde von Michael Dibler aus Flensburg gegossen. Vier Figuren, die die Evangelisten Matthäus, Markus, Lukas und Johannes mit ihren Symbolen darstellen, tragen die Kuppa. Am Becken sind zwei Sätze in niederdeutscher Sprache angebracht: Latet de Kinderken to mi kamen wente sulker ist dat Himmelrieke und Wol gelovet unde gedoft wert schal salich werden. Darunter ist in acht Reliefs die Leidensgeschichte Jesu dargestellt. Den Anfang macht das letzte Abendmahl, gefolgt von der Fußwaschung Jesu bei seinen Jüngern, dem Gebet Christi am Ölberg und seiner Gefangennahme im Garten Gethsemane. Dann wird gezeigt, wie sich Jesus vor Kajaphas verantworten muss, gegeißelt und gekreuzigt wird. Die Szenenfolge schließt mit der Auferstehung Jesu Christi. Der Deckel ist aus Holz geschnitzt, er sollte früher das Taufwasser vor Verunreinigungen schützen.
Im April 1885 wurde in der Flensburger Marienkirche Emmy Ball-Hennings getauft.

### Gotische Gewölbemalerei
Im Inneren der Kirche sind größere Reste mittelalterlicher Gewölbemalerei erhalten. Die Malereien im zweiten Joch des nördlichen und südlichen Seitenschiffs sind in der Zeit um 1400 entstanden. Im Nordseitenschiff geht es in den vier Gewölbekappen um die Vorgeschichte Jesu. Chronologisch betrachtet beginnt die Szenenfolge in der westlichen Kappe mit Bildern aus dem Leben von Joachim und Anna, den Eltern Marias: Der Hohepriester verweigert die Annahme von Joachims Opfergabe wegen der Kinderlosigkeit seiner Frau. Nachdem sich Joachim in die Wüste begeben hat, wird ihm und auch Anna von einem Engel die Geburt eines Kindes prophezeit. Joachim kehrt nach Jerusalem zurück und trifft Anna an der goldenen Pforte. Die nördliche Kappe zeigt links Mariä Geburt und rechts Mariä Verkündigung. Im Osten folgen die Heimsuchung Mariens und die Geburt Johannes des Täufers, den Maria im Arm hält. Südlich beschließt den Zyklus die Darstellung Jesu im Tempel.
Im südlichen Seitenschiff sind weltliche Motive zu finden. In den beiden Kappen in Ost-West-Richtung sind ein „wilder Mann“, der mit einer Keule einen Bären erschlagen will, und ein Mann, der auf einem Löwen sitzt und ihm mit den Händen das Maul aufreißt, dargestellt. In der dritten Kappe sind zwei Grotesktänzer zu sehen und in der letzten zwei Ritter in Turnierrüstung.
Am Gewölbe über dem Hochaltar hat man Ende des 15. Jahrhunderts das Jüngste Gericht dargestellt: Christus sitzt als Weltenrichter auf einem Regenbogen, die Erde zu seinen Füßen. Als Fürbitter für die Menschen kniet links die Gottesmutter vor dem Tor des himmlischen Jerusalems und rechts Johannes der Täufer, der seinen Platz oberhalb des geöffneten Höllenrachens hat. Nach links gehen aus Christi Mund drei Lilien als Zeichen der Vergebung hervor, nach rechts ein Schwert als Zeichen des Gerichts. Unten steigen Tote aus ihren Gräbern.

### Fenster

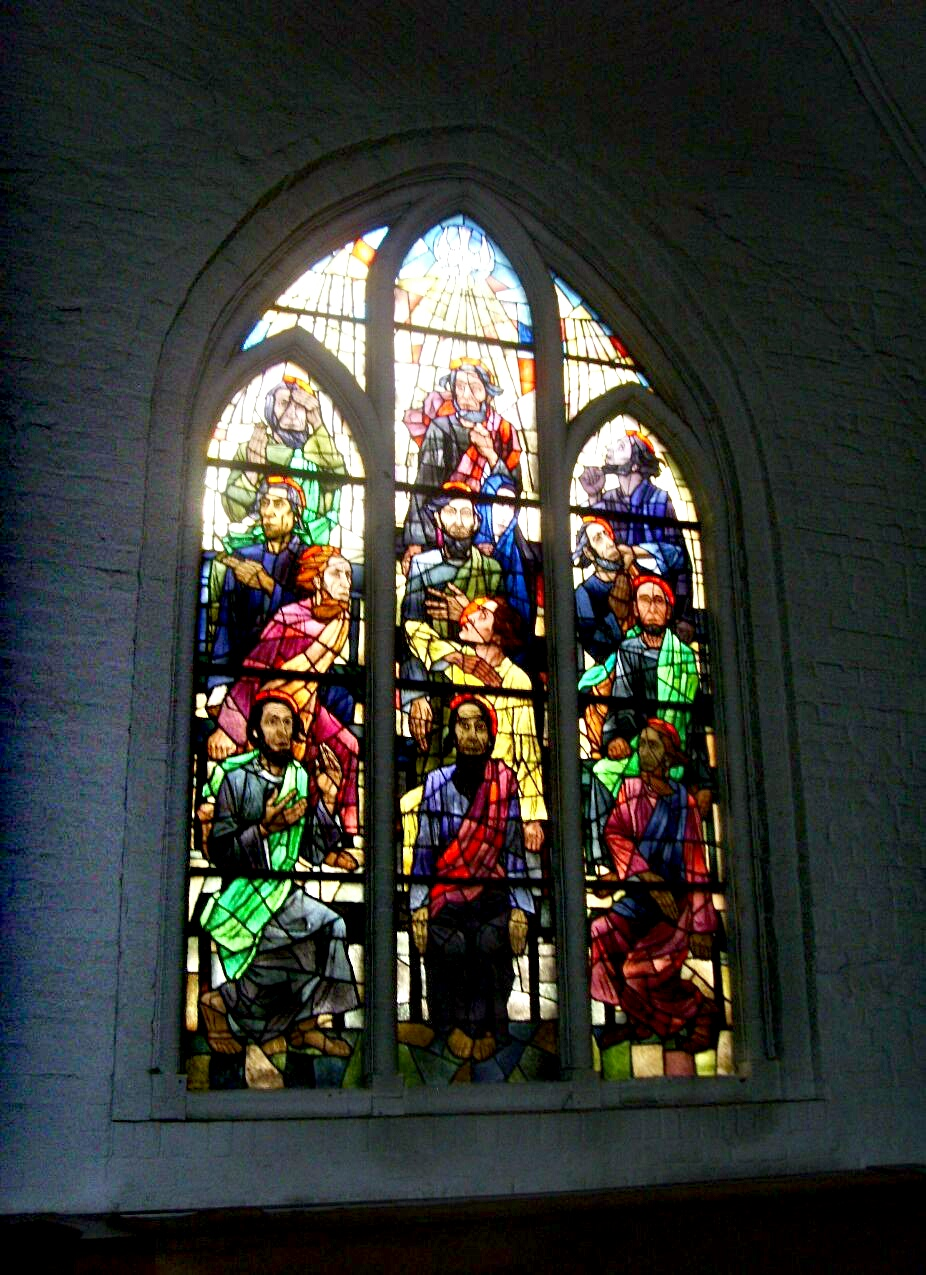
Das Pfingstfenster

Die Fenster von Käte Lassen thematisieren die großen Feste und Glaubensgeheimnisse des Kirchenjahres. Beginnend im Osten der Südwand schuf sie das Weihnachtsfenster, das Kreuzigungsfenster, das Osterfenster und das Himmelfahrtsfenster. Das Pfingstfenster in der Chorkapelle und das Weltgerichtsfenster in der Andachtskapelle stammen ebenfalls von ihr. Wohlhabende Flensburger Kaufmannsfamilien stifteten die Fenster, ihre Namen sind im unteren Bereich angebracht. Das Weihnachtsfenster zeigt als Hauptmotiv die Anbetung der Hirten. Das Zentrum bildet die Gottesmutter mit dem Jesuskind und einem Lamm zu ihren Füßen; sie ist von einem goldenen Strahlenkranz umgeben. Kniende Hirten flankieren die Gruppe. Über der Szene haben sich Engel unter einem goldenen Stern versammelt. Unterhalb des Zentrums ist die Verkündigung des Herrn dargestellt, rechts unten sind die Heiligen Drei Könige auf dem Weg zur Krippe.
Das Schöpfungsfenster, das in mehreren kleinen Szenen die Erschaffung der Welt zum Thema hat, befindet sich im Osten der Nordwand. Es wurde von Hans Gottfried von Stockhausen entworfen, von dem auch die Fenster der Ostwand gefertigt wurden. Das große Trinitatisfenster ist kaum zu sehen, es wird vom Hochaltar verdeckt. Flankiert wird es von zwei kleinen Fenstern mit allegorischer Bedeutung. Rechts vom Hochaltar verweisen Mose mit den Tafeln der zehn Gebote und Elija auf das Alte Testament, links die Gleichnisse vom barmherzigen Samariter und vom guten Hirten auf das Neue Testament.

### Sonstige Ausstattung
Das Standbild einer Mondsichelmadonna mit Kind, das Heinrich Ringerink 1589 schuf, befindet sich in der Fensterblende der westlichen Front des Turmes. Vor dem Chor hängt ein Triumphkreuz, das ins letzte Fünftel des 15. Jahrhunderts datiert wird. Der etwa lebensgroße Schmerzensmann (um 1500) wurde 2013 aus der Sammlung des Museumsbergs Flensburg an die Kirchgemeinde zurückgegeben und steht seitdem in einer Nische in der südlichen Seitenkapelle. Einige große Gemälde erinnern an reiche Flensburger Bürger, die Geld oder Ausstattung stifteten. Einige dieser Bürger sind im Kirchenraum beigesetzt. Max Kahlke schuf zu Beginn des 20. Jahrhunderts ein eindrucksvolles Bild der Kreuzigung Christi.

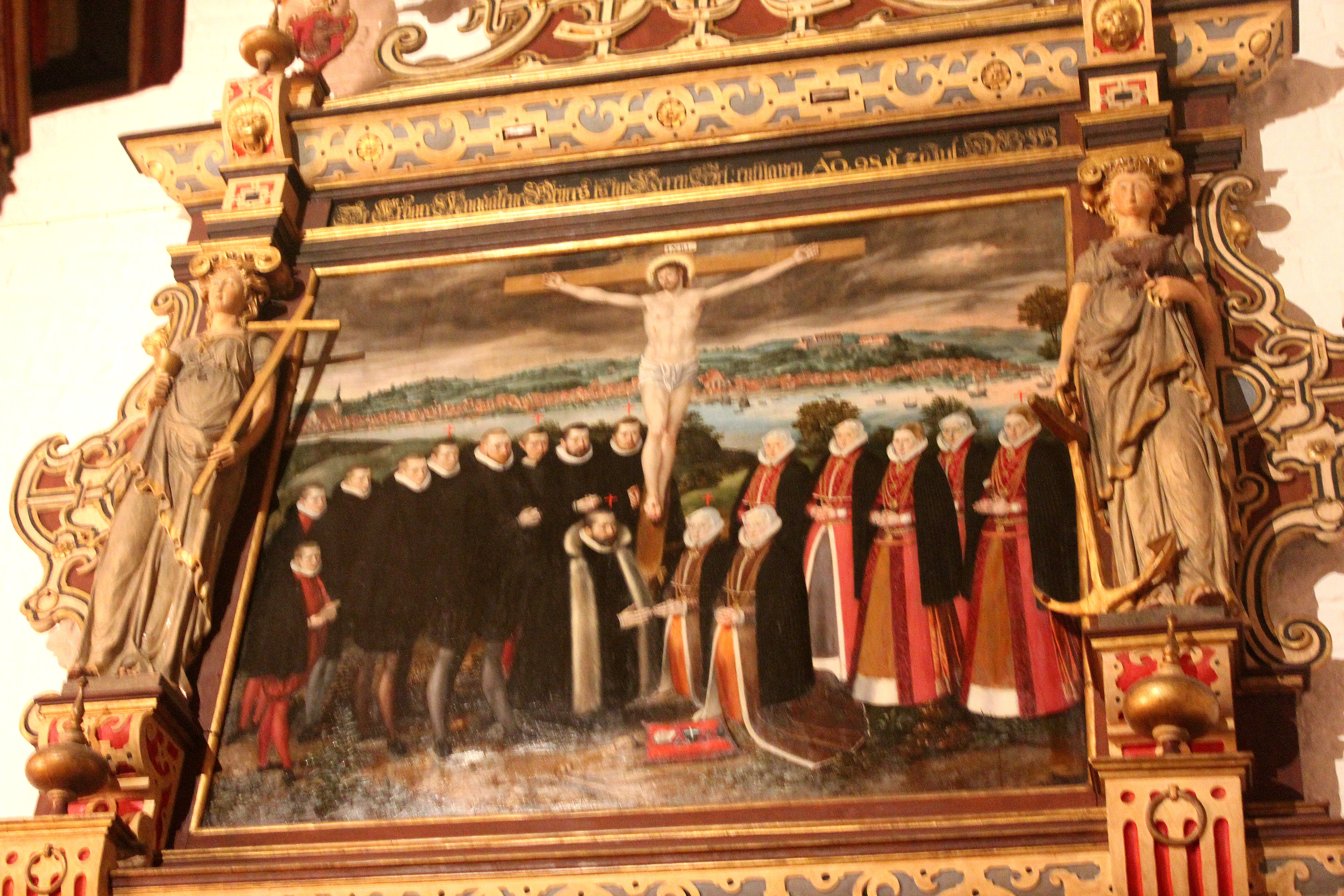
Epitaph für Georg Beyer von 1591

Einige bemerkenswerte Epitaphe schmücken die Wände. Als bedeutend gilt das Epitaph für Georg Beyer an der Ostwand der Südkapelle. Hans Kremberg schnitzte 1591 den verzierten Rahmen. Als Karyatiden sind links der Glaube mit dem Kreuz als Attribut und rechts die Hoffnung mit dem Anker platziert. Auf dem Gemälde zwischen den beiden Figuren sind unter dem gekreuzigten Christus Mitglieder der Familie Beyer dargestellt, lebende und verstorbene, wobei zum Zeitpunkt der Entstehung des Bildes bereits Verstorbene durch ein rotes Kreuz über ihren Häuptern gekennzeichnet sind. Die im Hintergrund gemalte Ansicht der Stadt Flensburg, auf der die turmlose Marienkirche zu sehen ist, gilt als älteste bekannte Darstellung der Stadt.
Der bedeutende Barockschnitzer Hans Gudewerth der Jüngere fertigte 1648 den Rahmen eines Epitaphs für den Kaufmann Niels Hacke an und verzierte ihn mit Tugendpersonifikationen. Auf dem Bild sieht man eine Grablegung von Hinrich Jansen. Wie schon beim Hochaltar gab es auch bei Epitaphen eine Zusammenarbeit zwischen dem Schnitzer Heinrich Ringerink und dem Maler Jan von Enum. Ringerink schuf 1597 den Spätrenaissancerahmen für ein Epitaph für Gerd van Merfeldt, für das Jan van Enum das Jüngste Gericht gemalt hatte, und 1601 einen weiteren Rahmen für die Darstellung des Gleichnisses vom Schalksknecht für Evert Vette.

## Orgel

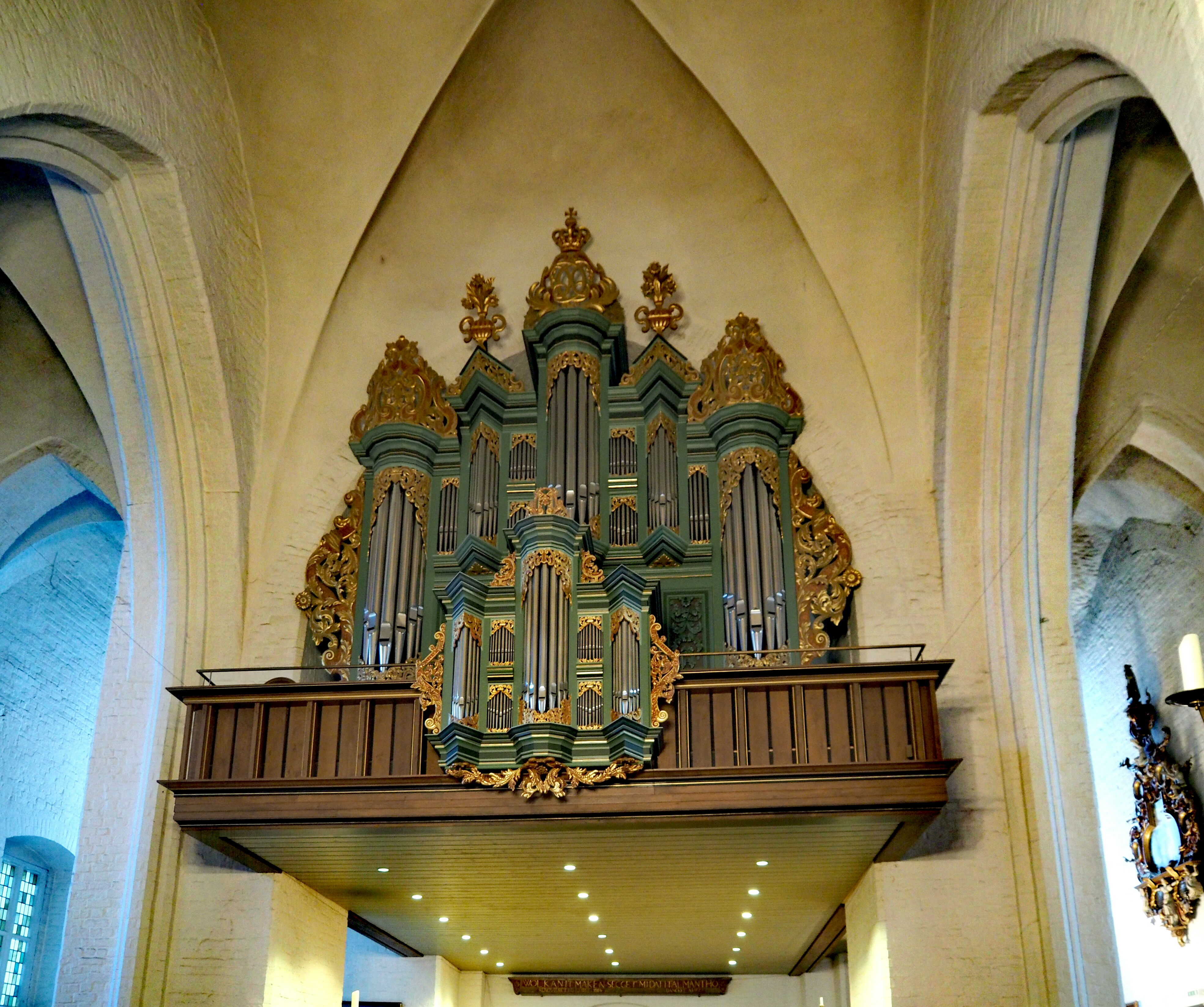
Orgel der Marienkirche

Die Orgel der Marienkirche wurde 1983 von Marcussen & Søn erbaut. Dabei blieb der Prospekt der alten Orgel von Lambert Daniel Kastens aus dem Jahr 1732 erhalten. Das Instrument verfügt über 41 Register, die auf drei Manuale und Pedal verteilt sind.
| I Rückpositiv C–g3 |                |       |
| 1.                 | Gedackt        | 8′    |
| 2.                 | Quintatön      | 8′    |
| 3.                 | Prinzipal      | 4′    |
| 4.                 | Rohrflöte      | 4′    |
| 5.                 | Oktave         | 2′    |
| 6.                 | Sifflöte       | 1 ⁄3′ |
| 7.                 | Sesquialter II |       |
| 8.                 | Scharf IV–V    |       |
| 9.                 | Dulzian        | 8′    |
|                    | Tremulant      |       |

| II Hauptwerk C–g3 |               |     |
| 10.               | Gedacktpommer | 16′ |
| 11.               | Prinzipal     | 8′  |
| 12.               | Spitzflöte    | 8′  |
| 13.               | Oktave        | 4′  |
| 14.               | Blockflöte    | 4′  |
| 15.               | Oktave        | 2′  |
| 16.               | Cornett IV    |     |
| 17.               | Mixtur IV–VI  |     |
| 18.               | Zimbel III    |     |
| 19.               | Trompete      | 8′  |

| III Schwellwerk C–g3 |                         |        |
| 20.                  | Bordun                  | 16′    |
| 21.                  | Rohrflöte               | 8′     |
| 22.                  | Salicional              | 8′     |
| 23.                  | Schwebung               | 8′     |
| 24.                  | Italienischer Prinzipal | 4′     |
| 25.                  | Querflöte               | 4′     |
| 26.                  | Quinte                  | 2 ⁄3′  |
| 27.                  | Waldflöte               | 2′     |
| 28.                  | Terz                    | 1 3⁄5′ |
| 29.                  | Mixtur VI               |        |
| 30.                  | Bombarde                | 16′    |
| 31.                  | Oboe                    | 8′     |
| 32.                  | Vox humana              | 8′     |
|                      | Tremulant               |        |

| Pedal C–f1 |              |     |
| 33.        | Prinzipal    | 16′ |
| 34.        | Subbaß       | 16′ |
| 35.        | Oktave       | 8′  |
| 36.        | Gedackt      | 8′  |
| 37.        | Oktave       | 4′  |
| 38.        | Nachthorn    | 2′  |
| 39.        | Hintersatz V |     |
| 40.        | Posaune      | 16′ |
| 41.        | Trompete     | 8′  |

## Kirchenmusik
Die Gemeinde pflegt eine Kooperation mit dem von dem ehemaligen Organisten von St. Marien, Matthias Janz geleiteten Flensburger Bach-Chor e. V.

## Glocken
Die älteste Glocke wurde 1631 für den damaligen Friedhof St. Gertrud gegossen. Sie trägt die Inschrift „Der Name des Herrn sei gelobt“. Seit 1904 findet sie in der Marienkirche als Viertelstundenschlagglocke Verwendung. Die zweitälteste Glocke wurde 1682 von Claus Asmussen in Husum hergestellt. Ihre Inschrift lautet „Ehre sei Gott in der Höhe“. Sie dient als Stundenschlagglocke.
Die älteste Läuteglocke ist die Marienglocke, auch „die dicke Maria“ genannt. Claus Asmussen goss sie 1698 in der Woche vor Pfingsten. Neben der Inschrift „Ist Gott für uns, wer mag wider uns sein?“ sind ein Pelikanpaar, das seine Jungen füttert, und ein Kruzifix mit Maria Magdalena dargestellt. Aus der Glockengießerei Bachert stammen drei neue Bronzeglocken, eine aus dem Jahr 1991 und zwei von 1994. Das Geläute besteht aus den Tönen c1, es1, f1 und as1.
Der Sage nach sollen die Kirchenglocken von St. Marien „die Fischer und Schiffer“ rufen. Der Flensburger Hafen ist ganz in der Nähe.